# Arnold Ruge
Arnold Ruge (Bergen auf Rügen, 13 de setembro de 1802 — Brighton, 31 de dezembro de 1880) foi um  filósofo e escritor político alemão.

## Estudos realizados em universidades e na prisão
Nascido em Bergen auf Rügen, estudou em Halle, Jena e Heidelberg. Como um defensor de uma Alemanha livre e unida, ele participou nas agitações estudantis de 1821-24, e ficou preso no período de 1824 a 1830 na fortaleza de Kolberg, onde estudou Platão e os poetas gregos. Mudou-se para Halle após sua libertação, onde publicou uma série de peças de teatro - inclusive Schill und die Seinen, uma tragédia - e traduções de textos do grego antigo  – como o Oedipus in Colonus. Ele se tornou um Privatdozent na Universidade de Halle, em 1832.

## Hegelianos
Ele também tornou-se associado com os jovens hegelianos. Em 1837, com E. T. Echtermeyer fundou a Hallesche Jahrbücher für Kunst und deutsche Wissenschaft. Neste periódico ele assumiu o ponto de vista da filosofia hegeliana.
Em Paris, Ruge foi coeditor dos Deutsch-Französische Jahrbücher ('Anais Franco-Alemães'), com Karl Marx. Ele tinha pouca simpatia com as teorias socialistas de Marx, e ambos os pensadores se distanciaram por divergências políticas. Ele deixou Paris em 1845 para ir a Suíça e, em seguida, tornou-se um livreiro em Leipzig.

## Obras
Em 1846-1848 a sua obra Gesammelte Schriften foi publicada em dez volumes. Após este período, ele escreveu, entre outros livros, Manifest an die deutsche Nation (1866), Geschichte unserer Zeit (1881), Unser System, Revolutionsnovellen, Die Loge des Humanismus, e Aus früherer Zeit (suas memórias; 1863-67). Ele também escreveu muitos poemas e vários dramas e romances, e traduções em alemão e inglês, incluindo as Cartas de Junius e História da Civilização de Buckle. Suas cartas e diário (1825-1880) foram publicados por Paul Nerrlich (Berlim, 1885-1887).